# Sonic e il Cavaliere Nero
Sonic e il Cavaliere Nero (ソニックと暗黒の騎士?, Sonikku to Ankoku no Kishi, lett. Sonic e il Cavaliere delle Tenebre), è un videogioco della serie Sonic the Hedgehog uscito in esclusiva per la console Wii il 13 marzo 2009.
Il gioco è il secondo nella serie a trattare dei temi fiabeschi, come in Sonic e gli Anelli Segreti, il suo predecessore. I due giochi formano la duologia Storybook.
Ambientato nel mondo di Re Artù, il gioco combina la tradizionale velocità di Sonic con un nuovo sistema di lotta con la spada, facendo uso delle funzionalità del Wii Remote.

## Trama
Una misteriosa maga chiamata Merlina evoca Sonic the Hedgehog per aiutarla a liberare il mistico regno di Re Artù, dove l'omonimo re è stato corrotto e sta governando con un regime tirannico sotto le spoglie del Cavaliere Nero divenuto immortale dopo essere entrato in possesso del Fodero di Excalibur. La sola velocità di Sonic non basta per porre fine al regno tirannico del malvagio Cavaliere Nero, infatti dovrà utilizzare una spada parlante, Caliburn. Dopo avere scoperto che Sonic vuole abdicarlo, il Cavaliere Nero ordina ai cavalieri della Tavola Rotonda, Lancillotto (Shadow), Galvano (Knuckles) e Parsifal (Blaze) di impedirglielo.
Dopo essere stato dalla Dama del Lago (Amy), Sonic scopre che, per neutralizzare l'effetto del Fodero di Excalibur, deve raccogliere le tre Spade Sacre che posseggono i Cavalieri della Tavola Rotonda. Dopo avere sconfitto i Cavalieri, Sonic riesce a combattere e ad uccidere il Cavaliere Nero. Dopo averle consegnato il fodero di Excalibur, Merlina rivelerà di essere la nipote del mago Merlino che aveva creato Re Artù / il Cavaliere Nero; Merlino aveva creato Artù per ottenere un regno eterno ma non ci riuscì perché Re Artù si era fatto influenzare dal potere del fodero così da diventare cattivo. Merlina sfrutta il potere del fodero per diventare la malvagia Regina Oscura e creare il regno eterno che suo nonno aveva sognato. Sonic cerca di impedirglielo ma, nel farlo, Caliburn si rompe.
Sonic sembra finito ma la Dama del Lago e i Cavalieri della Tavola Rotonda, con le loro spade, donano il potere a Sonic per indossare la Sacra Armatura e a Caliburn di rinascere come Excalibur. Dopo averla sconfitta, Sonic fa capire a Merlina che non ha senso costruire in eterno visto che tutto, prima o poi, finisce; i Cavalieri della Tavola Rotonda sono tristi perché il regno non ha più un re ma Caliburn fa capire che, essendo la sacra spada Excalibur, Sonic è il legittimo re. La scena finale mostra Amy arrabbiata con Sonic, credendo che l'avventura da lui raccontata sia una scusa per non essere venuto all'appuntamento con lei, mentre il libro di "Re Artù e i Cavalieri della Tavola Rotonda" cambia nome in "Sonic e il Cavaliere Nero".

## Personaggi
Sonic è il personaggio giocabile principale. Shadow, Knuckles e Blaze sono dei personaggi giocabili in modalità avventura, ma la loro scelta è facoltativa e si possono scegliere superata la seconda missione dopo aver sconfitto re Artù in modalità avventura.
In modalità battaglia sono utilizzabili: Lancillotto (Shadow), Galvano (Knuckles), Parsifal (Blaze), Dama del Lago (Amy), il Fabbro (Tails), Galahad (Silver), Lamorak (Jet), re Artù e ovviamente Sonic.
| Personaggio                   | Ruolo (nel ciclo arturiano) | Doppiatore originale | Doppiatore americano |
| ----------------------------- | --------------------------- | -------------------- | -------------------- |
| Sonic the Hedgehog            | Cavaliere del Vento         | Jun'ichi Kanemaru    | Jason Griffith       |
| Caliburn                      | Excalibur                   | Hiroaki Hirata       | Casey Robertson      |
| Shadow the Hedgehog           | Sir Lancillotto             | Kōji Yusa            | Jason Griffith       |
| Knuckles the Echidna          | Sir Galvano                 | Nobutoshi Canna      | Dan Green            |
| Blaze the Cat                 | Sir Parsifal                | Nao Takamori         | Bella Hudson         |
| Merlina la maga/Regina Oscura | Mago Merlino/Regina Oscura  | Mamiko Noto          | Melissa Hutchison    |
| Re Artù/Cavaliere Nero        | Re Artù/Cavaliere Nero      | Hidekatsu Shibata    | Gavin Hammon         |
| Amy Rose                      | Dama del Lago               | Taeko Kawata         | Lisa Ortiz           |
| Miles "Tails" Prower          | Il Fabbro                   | Ryō Hirohashi        | Amy Palant           |
| Silver the Hedgehog           | Sir Galahad                 | Daisuke Ono          | Pete Capella         |
| Jet the Hawk                  | Sir Lamorak                 | Daisuke Kishio       | Jason Griffith       |

## Modalità di gioco
Lo stile di gioco di Sonic e il Cavaliere Nero è differente da quello tradizionale dei giochi di Sonic, in quanto fonde i classici elementi platform con un nuovo sistema di lotte con la spada. La spada viene usata muovendo il Wii Remote. I movimenti sono controllati dal giocatore, in quanto il team di sviluppo ha imparato dalle critiche a non utilizzare più i movimenti su rotaie preimpostati. La visuale è principalmente in tre dimensioni, anche se occasionalmente la telecamera cambia in una prospettiva laterale, simile ai tradizionali giochi a due dimensioni.
La spada viene utilizzata in maniera semplice e immediata per sconfiggere i nemici più deboli, mentre durante gli scontri con i nemici più potenti l'utilizzo della spada risulta più complesso e impegnativo. La spada non viene usata solamente per combattere, ma anche per rallentare le cadute durante la corsa del protagonista conficcandola nelle pareti e negli anfratti rocciosi.
I livelli presentano dei civili che il giocatore può scegliere di aiutare o ignorare. Queste azioni vengono poi giudicate alla fine di ogni partita, aggiornando il livello di cavaliere del giocatore. Aiutando i cittadini, il giocatore può comprare nuovi strumenti, come spade, guanti e libri magici. Ci sono circa duecento strumenti nel gioco, alcuni dei quali possono essere collezionati aprendo scrigni del tesoro per ogni livello. Una modalità online permette lo scambio di questi tesori. Il sistema di missioni di Sonic e gli Anelli Segreti viene riutilizzato, anche se queste sono più facili da completare. Ogni livello consiste in missioni multiple.

### Multi-giocatore
Quattro giocatori possono giocare allo stesso tempo scegliendo tra dodici personaggi differenti, sfidandosi tra di loro, oppure collaborando per sconfiggere dei nemici.

## Colonna sonora
Il compositore veterano Jun Senoue torna a comporre le musiche di questo titolo, combinando i temi familiari della serie di Sonic con uno stile musicale celtico. Le tracce vocali del gioco sono come sempre dei Crush 40. Due album contenenti la colonna sonora sono stati pubblicati. Il primo, Face to Faith: Sonic and the Black Knight Vocal Trax, contiene solo le tracce vocali, mentre il secondo, Tales of Knighthood: Sonic and the Black Knight Original Soundtrax, contiene tutte le musiche del gioco. Alcune musiche della colonna sonora provengono da giochi precedenti, tra cui Sonic Adventure, Sonic Adventure 2, Sonic Heroes e Sonic Rush.

## Accoglienza
| Testata                            | Giudizio |
| ---------------------------------- | -------- |
| Metacritic (media al 10-05-2020)   | 54/100   |
| GameRankings (media al 09-12-2019) | 55.19%   |
| GameSpot                           | 4.5/10   |
| IGN                                | 3.9/10   |
| Famitsū                            | 26/40    |

Il gioco ha ricevuto delle opinioni generalmente miste dalla critica, ma perlopiù negative. Vennero apprezzate la presentazione, la grafica e la grande quantità di contenuti bonus, ma venne invece criticato il multiplayer. Vennero anche criticate le missioni, considerate troppo facili, i controlli pessimi e che non rispondono, e l'uso della spada: GameSpot, che diede al gioco un 4.5/10, criticò che Sonic facesse oscillare la spada troppo tardi rispetto al giocatore. Il sito americano IGN ha dato al Cavaliere Nero un 3.9/10, notando tra gli unici punti di forza del gioco la grafica e la presentazione. La rivista giapponese Famitsū ha dato 26/40 al gioco. Marco Esposto di IGN lo confrontò con il predecessore Sonic e gli Anelli Segreti, reputandolo inferiore a quest'ultimo sotto ogni aspetto.
Nonostante ciò, il gioco ha venduto bene ed è stato apprezzato da tantissimi fan. È stato depennato nel 2010, in seguito alla decisione di SEGA di rimuovere tutti i titoli Sonic con punteggi misti su Metacritic dai negozi, al fine di aumentare il valore del marchio, dopo recensioni positive per Sonic the Hedgehog 4 Episodio 1 e Sonic Colours.